# Берич, Мирослав
Мирослав «Мича» Берич (серб. Мирослав "Мића" Берић; род. 20 января 1973, Белград) ― югославский и сербский баскетболист, играл на позиции атакующего защитника.

## Профессиональная карьера
Берич был лучшим бомбардиром Супролиги ФИБА 2000/2001, его результат составил в среднем 23,3 очка за игру в игре в составе клуба «Партизан». Он также играл за «Тау Витория», «Скалигера Верона», «Скаволини», «Жальгирис», «Панеллиниос», «Азовмаш», «Льянере Менорка» и «Хихон».
После того, как он провёл вне клуба более года, Берич объявил о своем уходе из баскетбола в июне 2008 года.

## Сборная Югославии
Берич был постоянным игроком югославской сборной в 1990-х годах: в составе неё завоевал серебряную медаль на летних Олимпийских играх 1996 года в Атланте. Он выиграл два чемпионата Европы, получив золотые медали в 1995 и 1997 годах, а также золотую медаль в 1998 году на чемпионате мира по баскетболу.

## После спортивной карьеры
Вскоре после своего ухода из баскетбола, в июле 2008 года Берич был приглашен на должность менеджера сборной Сербии.